# Museu das Almas do Purgatório
Segundo a doutrina da Igreja Católica, o reato da pena não desaparece totalmente depois de perdoada a culpa pela contrição; que nem sempre são delidos os pecados veniais com o perdão dos mortais; e que além disso, a justiça exige que o pecado seja expiado pela pena devida, havendo necessariamente de concluir que há de ser punido depois desta vida quem morre sem dar a satisfação devida, mesmo depois da contrição dos pecados e da competente absolvição. Deverá haver então um estado (ou lugar) onde o pecador já destinado à salvação eterna seja purificado de suas manchas não penitenciadas em vida antes de entrar no Paraíso.

## O Museu
Um segredo guardado há pelo menos 104 anos pela Igreja Católica, onde os espíritos se comunicam também no seio da própria Igreja. No Museu das Almas do Purgatório, em Roma, estão registrados, silenciosamente, fatos incontestáveis que legitimam a comunicação de espíritos.
Tudo começou com um incêndio misterioso na inauguração de um altar, em 1897. Os fiéis, ao apagarem o fogo, perceberam do surgimento das chamas um rosto desenhado pelos resíduos da fumaça que se encontravam no mármore. O curioso é que não havia nada de combustível no local. Concluíram, juntamente com o padre Victory Juet, que a materialização daquele rosto, cujos resíduos estão intactos até hoje, se tratava de um fenômeno paranormal insólito. 
Com o tempo, o acervo neste sentido foi se ampliando, com peças vindas de outras igrejas. As relíquias são imagens surpreendentes que revelam que as comunicações espirituais na Igreja são evidentes e acontecem em muitas épocas. Diversos padres não só admitem a comunicabilidade com os espíritos, como também escreveram livros e fazem conferências sobre o assunto. 

## Museu envolto em Mistério
O Museu das Almas do Purgatório foi criado pela Igreja no começo do século passado pelo padre Victory Juet, que pertencia à Ordem do Sagrado Coração de Jesus, fundada em 1854 pelo padre Chevalier, com a finalidade de proferir missa e orações em sufrágio das almas em sofrimento. Esta organização se desenvolveu em Roma a partir do trabalho de Juet que se transformou numa das maiores personalidades de sua época. Foi procurador de Roma, amigo pessoal e de extrema confiança do Papa Pio X.
Em 15 de novembro de 1897, quando se havia adornado o altar para uma festa, em comemoração às conquistas para construção do grande santuário, que é hoje a igreja, aconteceu o incêndio misterioso. Victory Juet e os fiéis deduziram que seriam almas do purgatório pedindo preces para aliviar seus sofrimentos no Além, uma vez que a igreja estava sendo construída para isso, além de uma demonstração real de que a Igreja seria necessária. A partir daí, o padre, impressionado, comunicou ao papa e às autoridades eclesiásticas, empreendeu muitas viagens pelos países europeus, buscando testemunhos, provas e sempre investigando para inserir outras comunicações semelhantes.
Depois de algum tempo e de uma grande quantidade de material selecionado ele fundou o primeiro Museu Cristão de Além Túmulo, com autorização do papa, para legitimar todas as peças que registram aparições de comunicação espiritual entre padres e freiras. Hoje o museu tem a quantidade de peças resumidas, mas é o registro dessas aparições durante muitos anos em diversas igrejas e diversas partes do mundo. A igreja teoricamente admite, através do museu, a comunicação entre os vivos e os mortos.

## O Teor das Mensagens
De acordo com a lenda, algumas das comunicações destes padres eram o mal uso, por exemplo, das ofertas da missa e depois com a consciência culpada vinham dizer onde estava este dinheiro guardado. Outras foram de freiras que vinham dizer às irmãs que a vida continuava depois da morte. Também uma grande parte de casos de espíritos em sofrimento que voltavam pedindo para celebrar missa para alívio das dores e das perturbações da alma. 
Como a Igreja Católica tem a leitura do Além em três níveis de realidades: os bons vão para o Céu; os maus vão para o Inferno e os que não são totalmente nem bons nem totalmente maus ficam temporariamente no Purgatório, como a maioria das comunicações vieram solicitando preces, a Igreja atribuiu este nome de Museu das Almas do Purgatório, após a morte do padre Victory Juet, porque o nome original era Museu Cristão de Além Túmulo.
No começo do século passado, o padre Victory Juet abriu o museu para o público no mesmo período que a igreja foi aberta ao culto, em 1917. A partir de então, o museu passou a despertar muita curiosidade, interpretações precipitadas e equivocadas e a Igreja resolveu então reservar estas informações porque a maioria das interpretações que se dava ao Museu das Almas do Purgatório era relacionada com o satanismo. Os leigos interpretavam as comunicações como algo demoníaco. Isso perturbou não só a fé dos fiéis como também contribuiu para uma má informação do pensamento da doutrina cristã da Igreja. Daí a igreja não liberar mais a visitação, para preservar a contextualização religiosa.

## Comunicação com espíritos
O padre suíço Léo Schmid publicou o livro Quando os Mortos Falam, resumindo cerca de 12 mil comunicações de espíritos por vozes paranormais, registradas em gravador por fita cassete. Também o padre Karl Pfleger foi liberado de suas obrigações tradicionais da Igreja para pesquisar o assunto e resultou em opiniões claras e definidas de que a comunicação era uma realidade. Na França, o padre François Brune escreveu o livro Os Mortos nos Falam, traduzido em 11 idiomas e vendido em livrarias católicas. Em parceria com um pesquisador da Universidade de Sourbone, escreveu o livro Linha Direta com o Além. Na Bélgica, Jean Martan escreveu o livro Milhares de Sinais, que resume evidências de comunicação e faz conferências legitimando estas possibilidades.